# Отаго (регион)
Отаго (на английски: Otago) е един от 16-те региона на Нова Зеландия. Населението му е 229 200 жители (по приблизителна оценка от юни 2018 г.), а площта му е 31 241 кв. км. Намира се в часова зона UTC+12. Основан е като регион през 1989 г., но съществува като провинция от 1852 г. През 1869 г. в Отаго е основан първият новозеландски университет.